# Adolph Buschbeck
Gustav Adolph Buschbeck, anglisiert Adolphus Buschbeck, auch Adolph Eberhard Buschbeck (* 23. März 1820 in Koblenz; † 28. Mai 1883 in Florenz), war ein Offizier der Preußischen Armee und deutschamerikanischer Colonel des Unionsheers im Sezessionskrieg. Er kommandierte das 27th Pennsylvania Infantry Regiment in der Army of the Potomac, später eine Brigade dieser Armee, zuletzt eine Brigade in der Army of the Cumberland.

## Leben

### Preußen
Buschbeck war ein Sohn des sächsischen, später preußischen Pionieroffiziers und Kartografen Heinrich Adolph Buschbeck aus dessen erster Ehe mit Charlotta Louisa Wilhelmina „Minna“ Morgenstern. Über seine älteren Schwestern war er Schwager des preußischen Offiziers Franz von Chauvin, des Begründers der preußischen Militärtelegrafie, und des belgischen Malers August Chauvin, des langjährigen Lehrers und Direktors der Kunstakademie Lüttich. Drei seiner Brüder beschritten ebenfalls Laufbahnen in der Preußischen Armee, darunter sein älterer Bruder Fridolin (1811–1855), der Premierleutnant im Füsilier-Regiment Nr. 40 und Lehrer im Kadettenkorps wurde.  
Mit elf Jahren wurde Buschbeck zur Militärausbildung in die Berliner Kadettenanstalt geschickt, wo er bis 1839 blieb. Als Fähnrich trat er in die Preußische Armee ein und erklomm dort den Rang eines Leutnants.
Nach ungesicherten Angaben seines Biografen Heinrich Rattermann soll er sich in der Zeit des Vormärz auch mit Nationalökonomie, Geldpolitik und Kreditwesen beschäftigt haben. Ergebnis dieser Arbeit als „Kaufmann“ sei die 1845 unter dem Autorennamen A. E. Buschbeck in Berlin veröffentlichte Schrift Die Errichtung von Staats-Giro-Banken in der Preußischen Monarchie. Sie trug den Untertitel Ein Mittel, der bedrohten Industrie Hilfe zu bringen und enthielt mit Blick auf das Anliegen des Eisenbahnbaus in Preußen den Vorschlag, staatliche Girobanken zu errichten, in denen statt Gold und Silber preußische Staatsanleihen und Aktien von preußischen Eisenbahnunternehmen als Sicherheiten hinterlegt werden können, um so zur Kapitalisierung und Belebung der Wirtschaft beizutragen. Aus dieser Schrift geht hervor, dass jener A. E. Buschbeck zuvor ein Offnes Sendschreiben an die sich für die Errichtung einer Hypotheken-Bank interessirenden Grundstücksbesitzer Berlins publiziert hatte. Die Schrift stand im Zusammenhang weiterer Veröffentlichungen, die dazu aufriefen, das Bankensystem zu erweitern, um Zugänge zu Kapital zu erschließen und einen seinerzeit fühlbaren Geldmangel zu beheben. Damals war ein „Kaufmann“ Buschbeck Teilnehmer eines Kreises, der einen „Plan zur Gründung eines Pfandbriefamtes für die Stadt Berlin“ entwarf.
1846 wurde Buschbeck in das Gardekorps versetzt, das von Kronprinz Wilhelm kommandiert wurde. In dieser Zeit lernte er den damals noch preußischen Offizier Adolph von Steinwehr kennen. Als Lehrer für Mathematik und Französisch unterrichtete Buschbeck 1847 an der Kadettenanstalt in Potsdam. Als er während der Deutschen Revolution als Leutnant (Seconde-Lieutenant) des 39. Infanterie-Regiments in der Festung Luxemburg stationiert war, entfernte er sich von seiner Truppe. Das zuständige Militärgericht in Düsseldorf erklärte ihn daraufhin zum Deserteur. Eine Frist, die ihm Otto von Drigalski, der Kommandeur der in Düsseldorf stationierten 14. Division, unter Androhung der Beschlagnahme bestehenden und künftigen Vermögens am 22. April bis zum 16. August 1848 noch gesetzt hatte, verstrich.

### Nordamerika
Zwischen 1848 und 1853 emigrierte Buschbeck, der möglicherweise in Lüttich bei seiner Schwester und seinem Schwager August Chauvin untergetaucht war, in die Vereinigten Staaten. Als Forty-Eighter ließ er sich in Philadelphia, Pennsylvania, nieder und wurde 1853 Mathematiklehrer an einer Höheren Töchterschule.

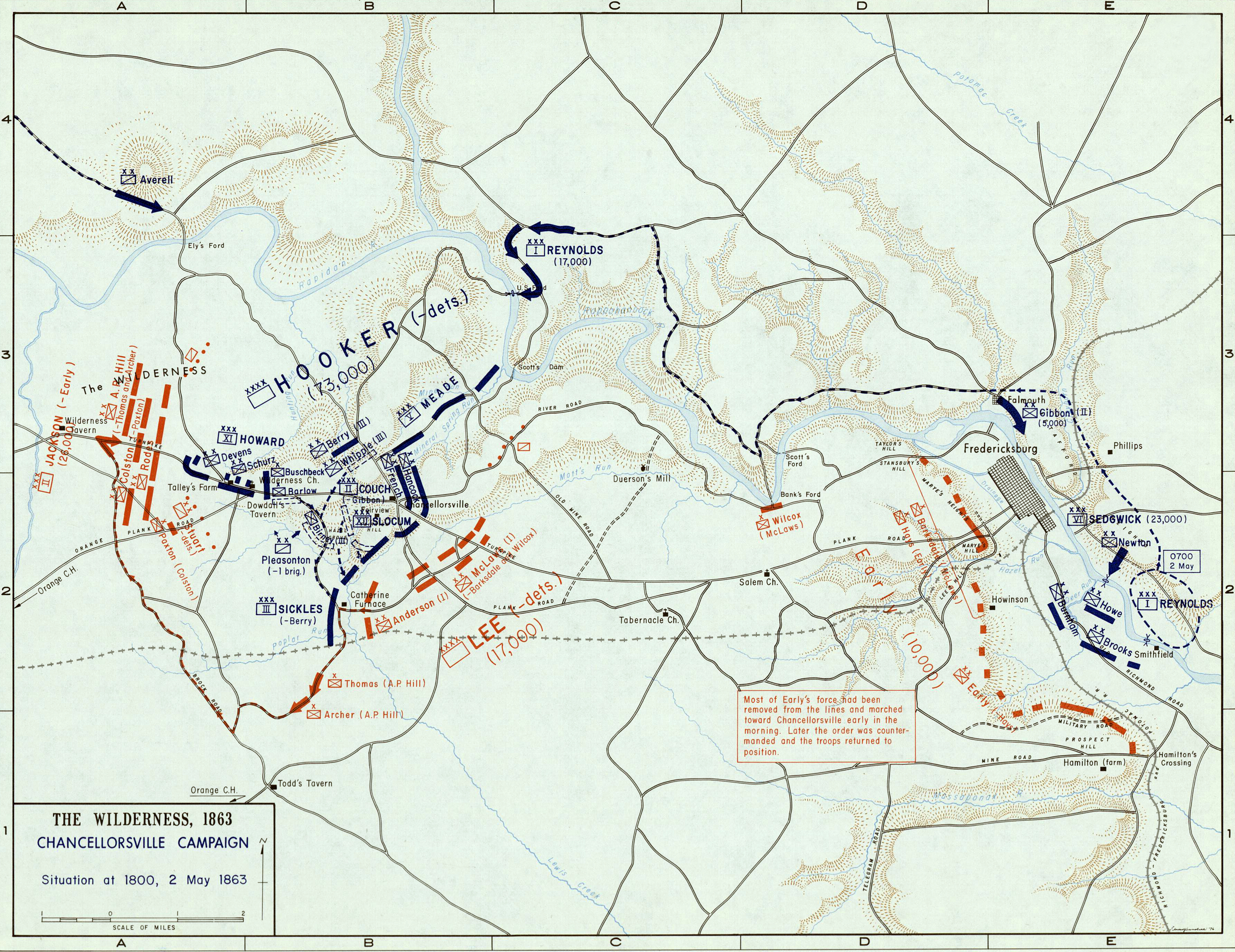
Position der Buschbeck-Brigade in der Schlacht bei Chancellorsville am 2. Mai 1863

Als 1861 der Sezessionskrieg ausgebrochen war, trat Buschbeck unter Oberst Max Einstein dem 27th Pennsylvania Infantry Regiment bei, einer von ihm selbst mitorganisierten, rasch formierten Einheit von Freiwilligen des Staates Pennsylvania aus überwiegend Deutschsprachigen. Zu den Offizieren dieser Einheit gehörte Lorenz Cantador, der ebenfalls aus Deutschland emigriert war. Am 8. September 1861 wurde Buschbeck in diesem Regiment zunächst im Rang eines Oberstleutnants (Lieutenant Colonel) geführt. Als Nachfolger Einsteins wurde er am 2. Oktober 1861 zum Regimentskommandeur ernannt und am 1. November desselben Jahres zum Oberst (Colonel) befördert. In dieser Position nahm er unter John C. Frémont im Rahmen des Shenandoah-Feldzuges an der Schlacht von Cross Keys teil. Als Teil der 1. Brigade der 1. Division des 1. Korps der Army of Virginia kämpfte sein Regiment anschließend in der Zweiten Schlacht am Bull Run. Dabei übernahm er am 30. August zeitweise den Befehl über die Brigade, da der eigentliche Brigadekommandeur, General Julius Stahel, den verwundeten Divisionskommandeur Robert Schenck ersetzen musste. Am 27. Oktober 1862 erhielt er den Befehl über die 1. Brigade der 2. Division des 11. Korps anvertraut. Anfang 1863 war vertretungsweise auch einige Wochen lang Divisionskommandeur. Im Mai 1863 führte Buschbeck seine Brigade in die Schlacht bei Chancellorsville. Sein Divisionskommandeur war dabei Adolph von Steinwehr, den er bereits als preußischen Offizier in Potsdam kennengelernt hatte und der inzwischen zum Brigadegeneral des Freiwilligenheeres aufgestiegen war. Eine durch Gräben verstärkte Schlachtlinie, die Buschbecks Brigade und andere Einheiten des 11. Korps dabei unter erheblichen Verlusten gegen eine Übermacht Jacksons tapfer verteidigten, wurde als „Buschbeck line“ bekannt. Unter Generalmajor Joseph Hooker nahm er als Brigadeführer nach einer kurzen Pause wieder am Kriegsgeschehen teil und focht in der Schlacht bei Wauhatchie (28./29. Oktober 1863) und in der Schlacht bei Missionary Ridge (25. November 1863). Anfang 1864 war Buschbeck Leiter einer militärgerichtlichen Untersuchung, die Generalmajor Carl Schurz zur Klärung von Vorwürfen gegen sich selbst beantragt hatte. Außerdem erhielt er wieder kurzzeitig den Befehl über die 2. Division des XI. Korps. Im Zuge einer Reorganisation der Truppen wurde das XI. Korps aufgelöst, und Buschbeck erhielt am 14. April 1864 die 2. Brigade der 2. Division des neuen XX. Korps übertragen. Mit dieser nahm er im Rahmen des Atlanta-Feldzugs unter John White Geary an den Schlachten von Rocky Face Ridge (7.–13. Mai), von Resaca (13.–15. Mai) und von Dallas (28. Mai) teil, ehe er am 11. Juni 1864 ausgemustert wurde. Eine Beförderung in den Generalsrang blieb Buschbeck trotz lobender Erwähnungen und trotz eines entsprechenden Vorschlags durch General Oliver Otis Howard verwehrt. Allerdings wurde er am 12. Februar 1866 Mitglied 1. Klasse des Military Order of the Loyal Legion of the United States – Commandery of the State of Pennsylvania.
Nach dem Sezessionskrieg arbeitete Buschbeck wieder als Lehrer. In Philadelphia unterrichtete er an der Episcopal Academy, einer höheren Bildungseinrichtung der Episkopalkirche der Vereinigten Staaten von Amerika. Am 11. April 1871 heiratete er Agnes Horner (1837–1922), die jüngste Tochter des Pathologen und Universitätsprofessors William Edmonds Horner (1793–1853). Das Paar bekam vier Kinder. Als er sich mit seiner Ehefrau auf einer Europareise befand, verstarb er im Alter von 63 Jahren in Florenz. Auf dem dortigen Cimitero Evangelico agli Allori ist er bestattet.